# Ruben Talberg

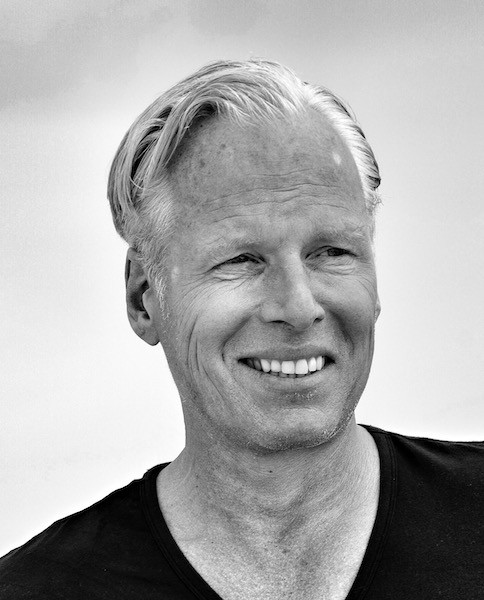
Ruben Talberg

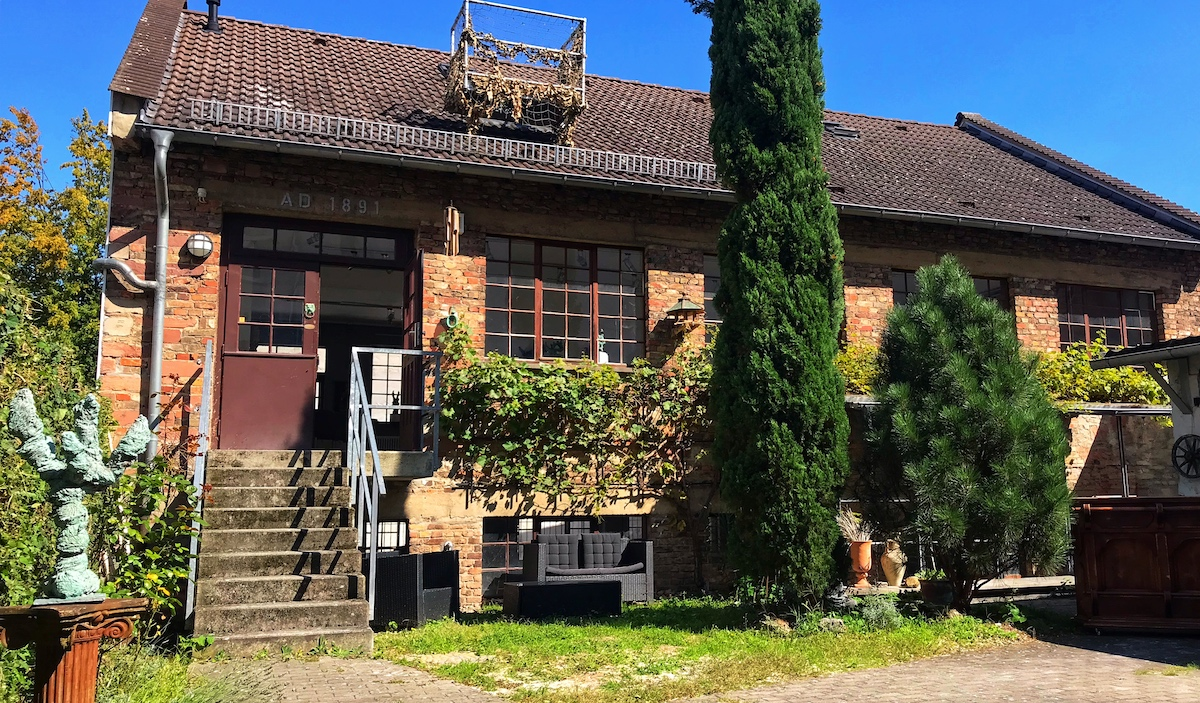
Talberg Museum

Ruben Cornelis Talberg (* 24. August 1964 in Heidelberg) ist ein deutsch-israelischer Bildhauer. Er lebte zwei Jahre in Tel-Aviv, danach in Frankfurt am Main und Offenbach am Main. 1986 wurde seine erste Ausstellung in Heidelberg präsentiert. Talberg lebt und arbeitet in Heidelberg und Südfrankreich.

## Leben und Werk
Talberg wurde anfänglich (1986) der „Young Jewish Art“ zugeordnet. Als Alchemist folgt Talberg dem uralten alchemischem Prinzip der Conversio oppositorum, der Umwandlung der Gegensätze. Die Conversio als Verkehrung der Gegensätze – Festes wird flüssig, Hartes wird weich, Dunkles wird hell. Dabei beschäftigte er sich seit 1995 verstärkt mit jüdischer Mystik und Magie. Auf ausgedehnten Reisen entstanden neue Foto-Serien, die wiederum Grundlage waren für neue skulpturale Zyklen. Mystische Chiffren in Form von aramäischen Schriftzeichen, Zahlenkolonnen oder Voodoo-Symbolen durchzogen sein Werk und verweisen ähnlich archäologischen Sedimenten auf unterschiedliche Bedeutungsebenen. Talberg ist bekannt für seine Neo-Fluxus Manifolds, die auf seine Vision in Bellagio, Italien Anfang der 1980er Jahre zurückgehen. Manifolds werden von Talberg sowohl als Relief als auch als freistehende Skulptur ausgeführt. Nach der Kunsttheorie hat Talberg Neo-Fluxus begründet, was auf seinem Neo-Fluxus Manifest von 1995 basiert. Talberg's Neo-Fluxus Lebenswerk ist auf 888 Manifolds limitiert. Sein Credo:"Finis Coronat Opus Magnum."
Im Juni 2011 wurde das Talberg Museum als Künstlermuseum in Offenbach eröffnet.
Vor mehreren Jahren gab es Pläne für ein etwa 15 Meter hohes Mahnmal namens Jakobsleiter, was jedoch mangels Einigung mit der Stadt Offenbach nicht verwirklicht werden konnte, obwohl ein anonymer Sponsor dafür existierte.
Talberg ist seit 1992 Mitglied von Mensa International und nahm an Documensa I und II teil.